# Scopesis polita
Scopesis polita là một loài tò vò trong họ Ichneumonidae.